# Menuisier
Le menuisier est un artisan qui travaille traditionnellement le bois et dont la discipline est la menuiserie.  

## Histoire
Le terme de menuisier vient du latin minutiare, qui signifie « rendre menu », du fait que le menuisier (qui est aussi appelé « charpentier de petite cognée »), contrairement au charpentier, n'œuvre que sur des petites pièces de bois. La distinction de menuisier est effective en 1280.
Durant l'Égypte antique, les menuisiers maitrisent des techniques telles que la queue-d'aronde. Dans la Rome antique, les Romains emploient une technique appelée opus intestinum (ouvrage d’intérieur) visant à travailler l'intérieur des bâtiments (portes, parois, plafonds…).
La profession d'ébéniste se distingue de celle de menuisier lorsque, à partir du XVIIe siècle, elle se spécialise dans le placage faisant appel à des essences de bois différentes de celle du bâti du meuble.
Au XXIe siècle, par abus de langage, les agenceurs (qui utilisent des matériaux dérivés en panneaux) et les poseurs (de matériaux isolants, de cloison sèches, d'ouvrages en aluminium ou en PVC ou le plastique) sont confondus avec les menuisiers alors qu'ils n'en sont pas puisqu'ils ne pratiquent pas la menuiserie.

## Compétences
Le menuisier réalise les portes, les fenêtres, les parquets et boiseries dans le bâtiment, les meubles et les sièges. Il peut également assurer leur pose. Il fournit avant tout une prestation sur mesure en fabrication, mais aussi en agencement en bois massif (de cuisine, de placard) et en petite serrurerie.

## Établi et outils
Dans l'ordre d’exécution manuelle (pouvant varier avec les machines modernes)
- L'établi : griffe, presse: verticale en pied pour les menuisiers, ou horizontale et en bout pour les ébénistes, valets agrémenté d’une cale et d’un martyre , rainure à outils, auge de rangement, tiroir et éventuellement placard.
- Outils d'étude : (plans, plans sur règle), parquet ou plan d'épure, outils de mesure, mètre, règle graduée ou non, équerre, fausse équerre, équerre à angles dite d'onglet, trusquin trainard, traceur de courbe, compas (à crayon, à pointes sèches, à verges), craies, crayons, cordeaux, niveau.
  - De débit : mètre, règles, cordeau et poudre à cordeau, craies et crayons, scies : à débit, à refendre.
  - De corroyage : riflard, varlope, herminette, trusquin, réglet.
  - De traçage : tréteaux, mètre, règle graduée ou non, équerre, fausse équerre, équerre à angles (dite équerre d'onglet), trusquin, traceur de courbe, compas de traçage à crayon, ou à pointes sèches, pointe à tracer, niveau, fil aplomb.
  - D'assemblage : bédanes, ciseaux, scies diverses : à tenons, à chantourner, à araser, à guichet, égoïnes, guimbardes.
  - De profilage : bouvets, outils à moulures de différents profils, guillaumes, ciseaux, bédanes, gouges, planes, vastringues, guimbardes, tarabiscots.
  - De montage : marteaux, maillets, massettes, tréteaux, serre-joints, presse à cadre, presses à panes, presses à placage, servantes de support, colles.
  - De chevillage : vilebrequins, mèches, chevilles, scie à chevilles.
  - De finition : rabot à replanir, racloirs, rifloirs, tarabiscots, râpes, limes, cales à poncer, papiers de verre, laine d’acier.
  - De ferrage : ciseaux, bédanes, tarières, vrilles, drilles, tournevis.
  - Divers : pointes, tenailles, chauffe pot à colle, pierre à affuter et huile, avoyeur à scie, tournevis, scie à métaux[5].

## Galerie

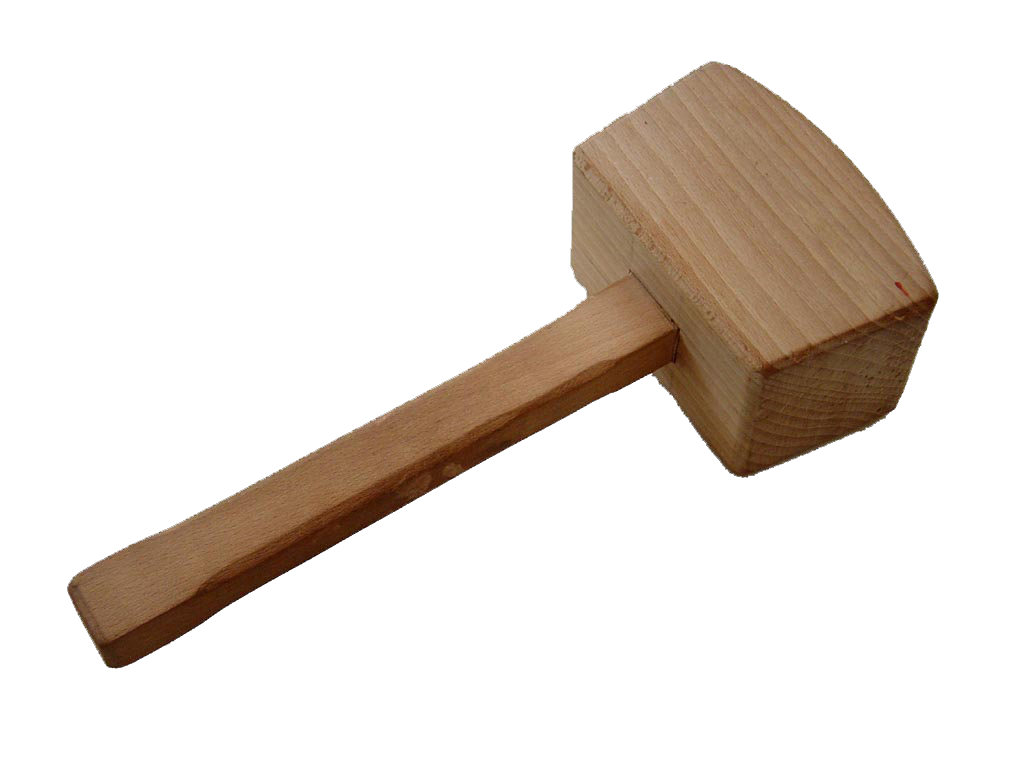
Mallet de menuisier.
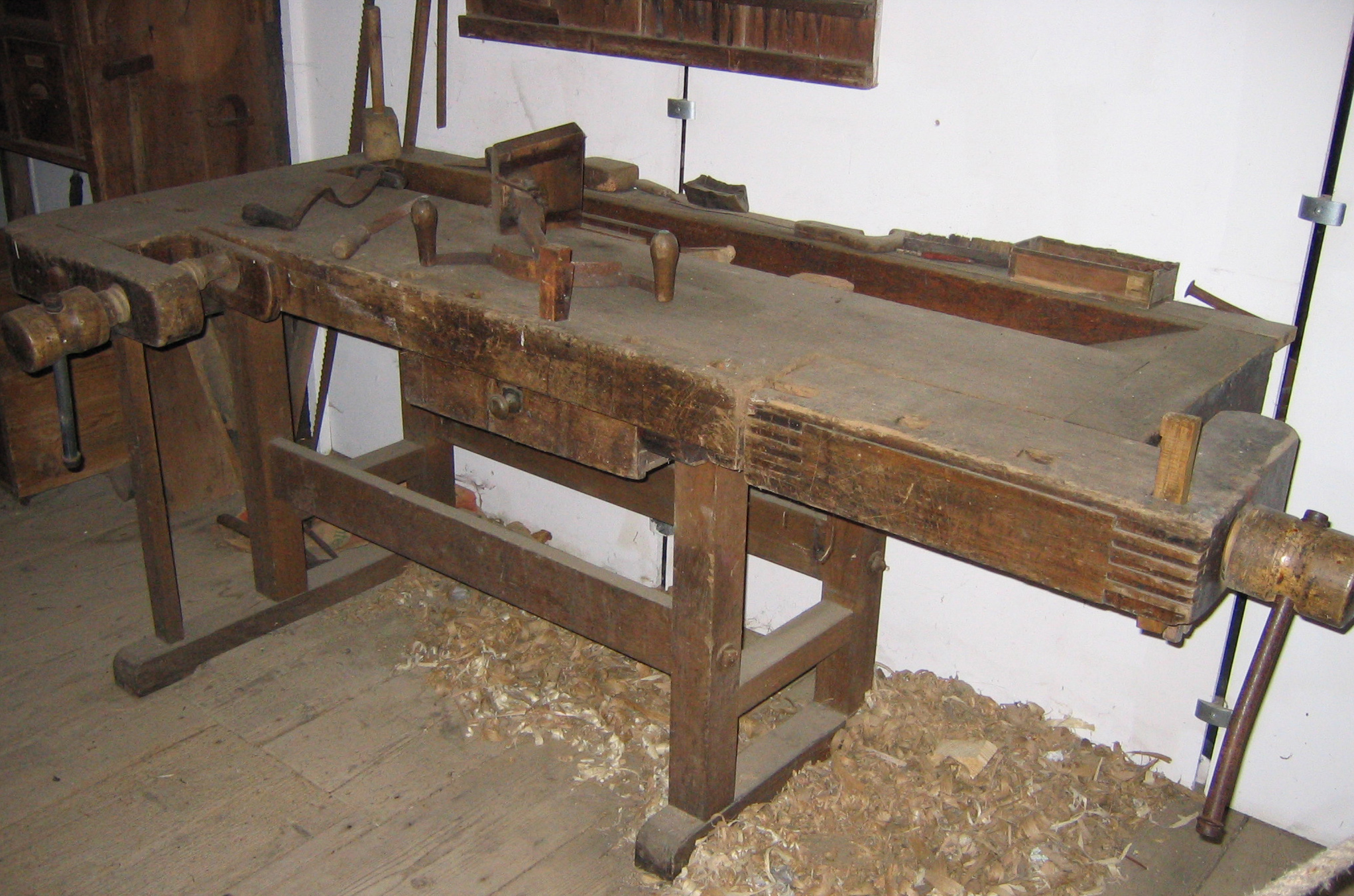
Établi.
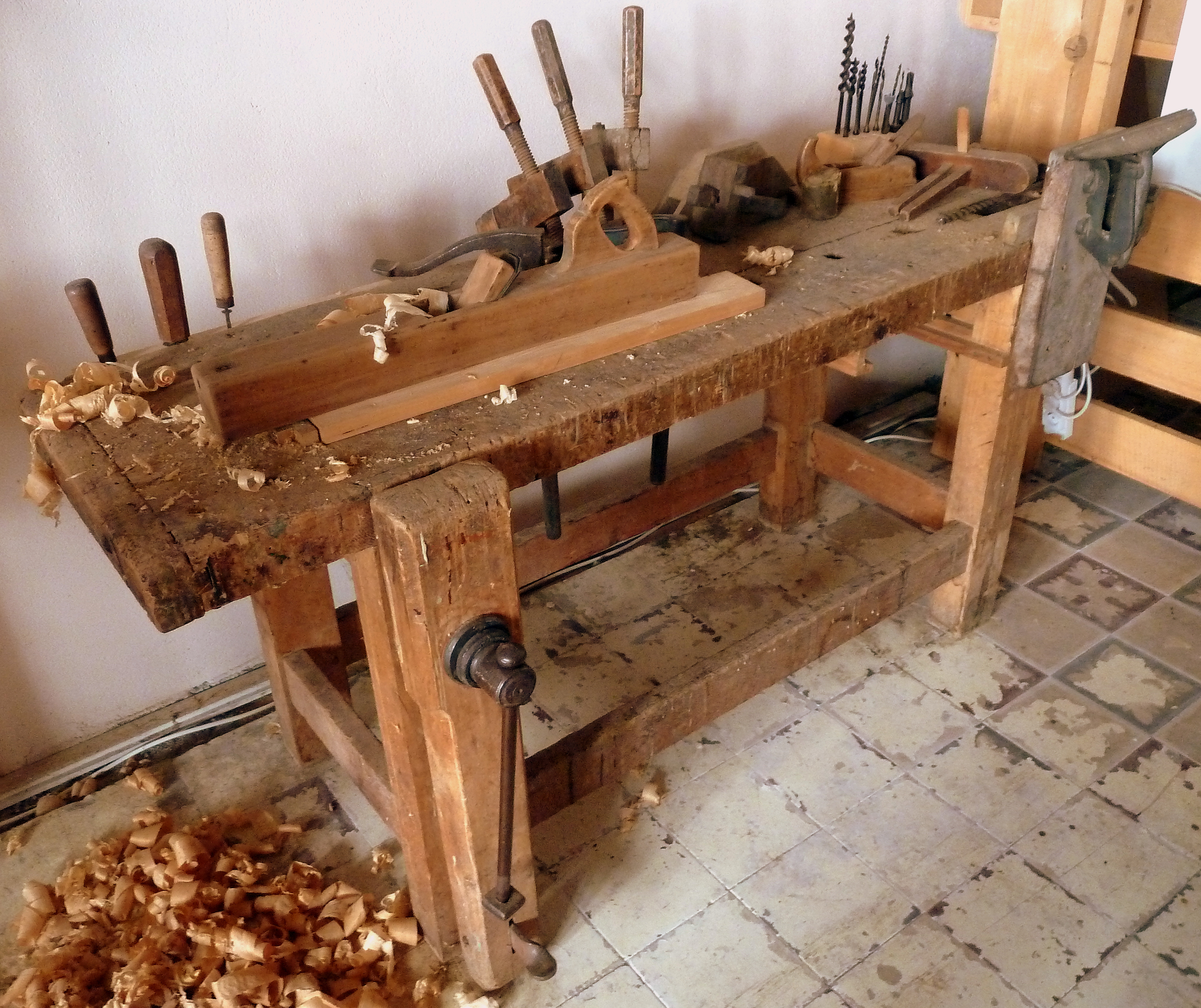
Établi.
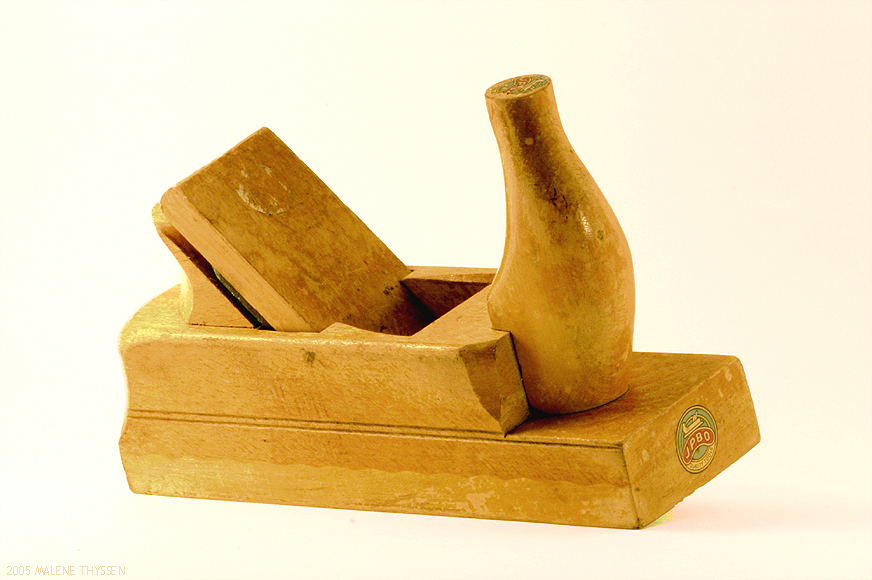
Rabot (outil).
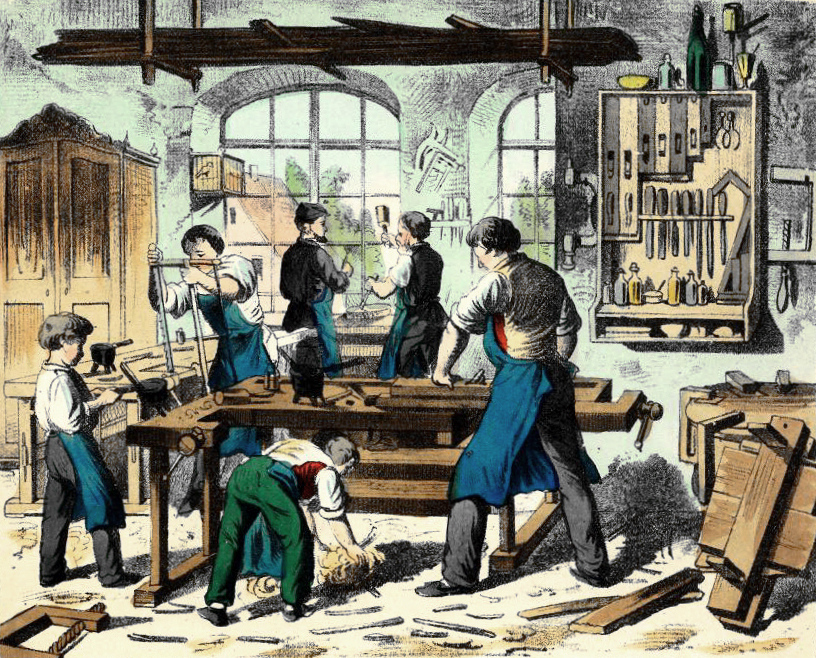
Atelier de menuisier vers 1880.
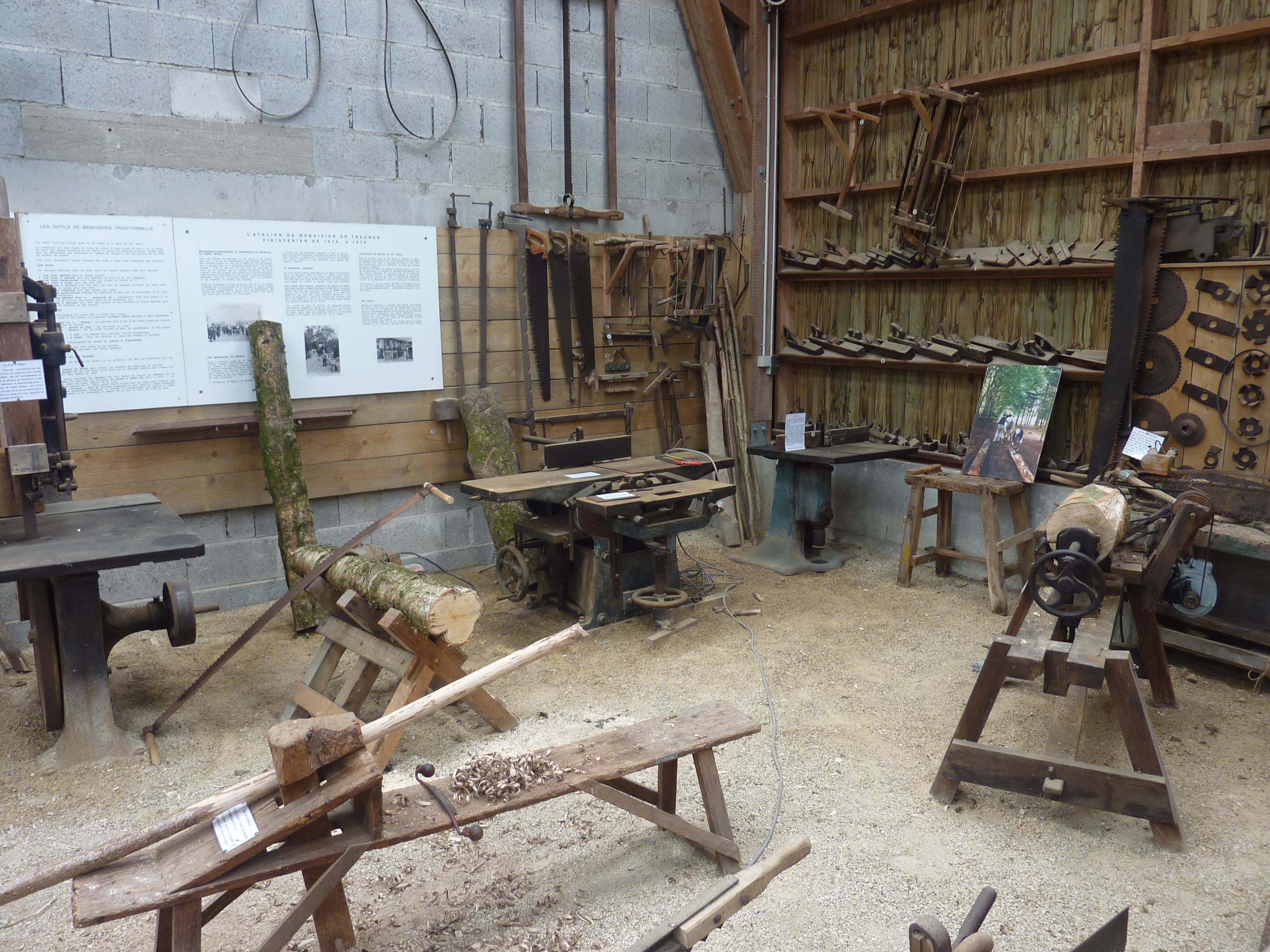
Atelier de menuisier (Écomusée de Plouigneau).
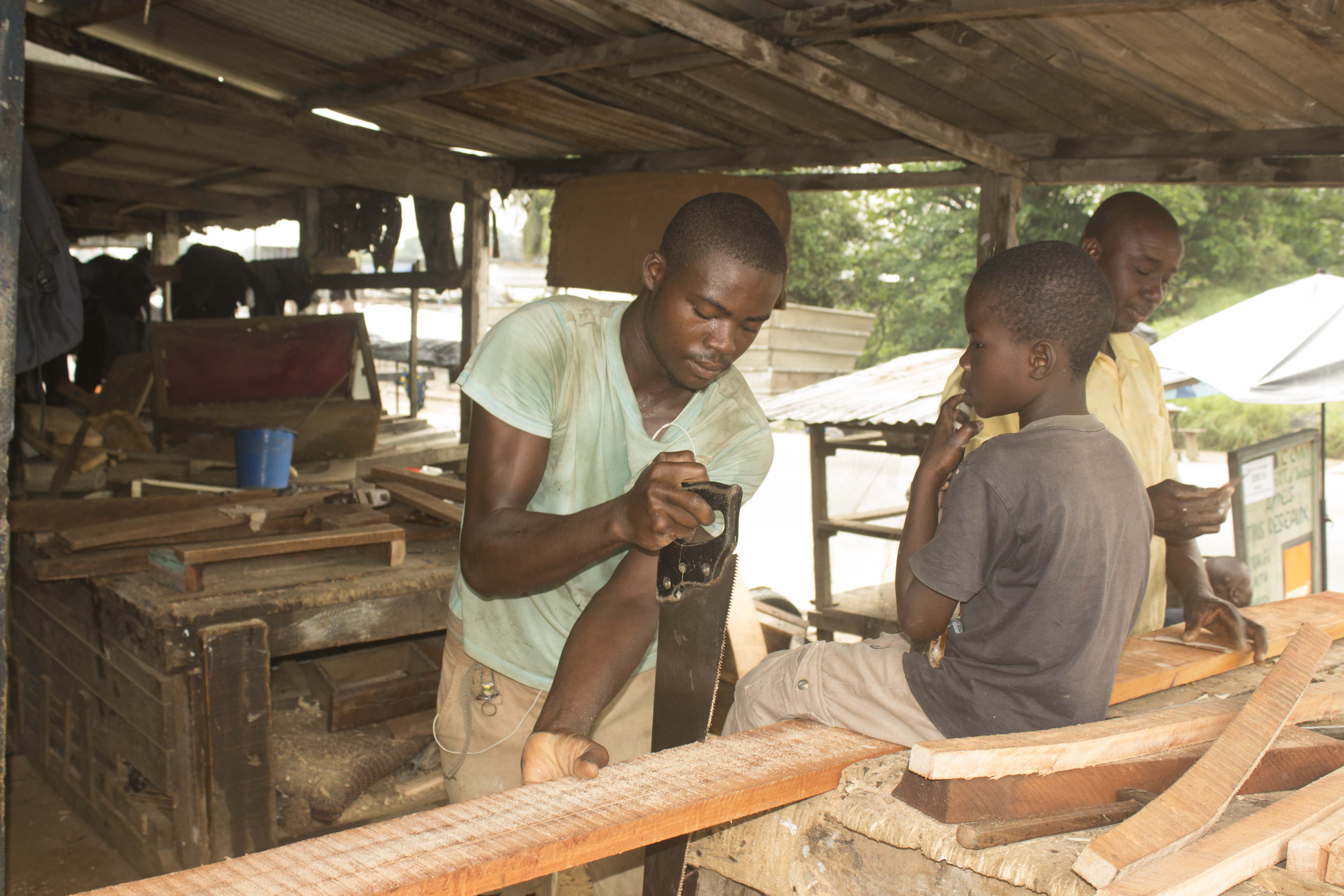
Menuisier en train de scier du bois dans la ville d'Abidjan en Côte d'Ivoire
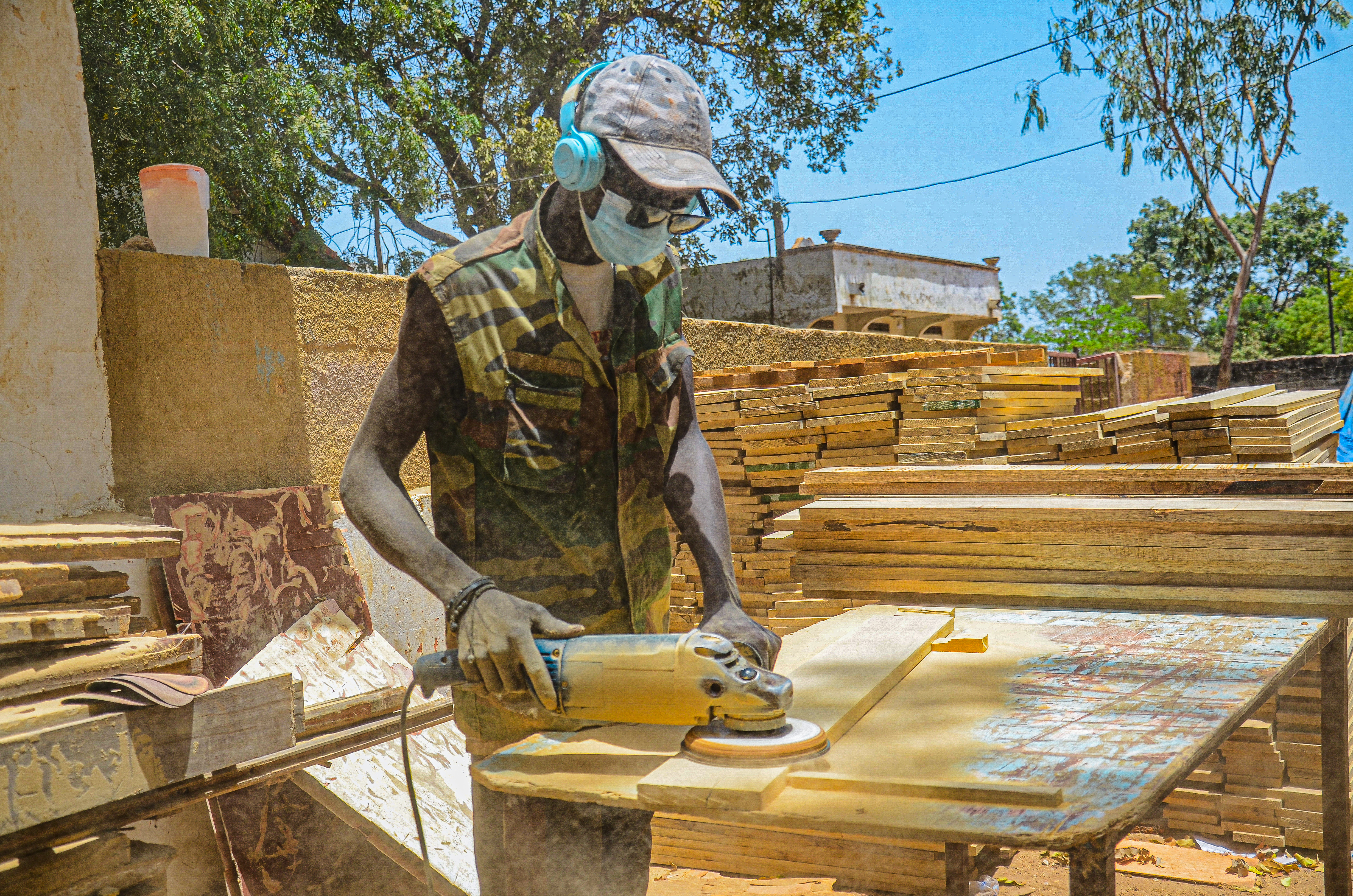
Un menuisier sénégalais en train de polir du bois pour la fabrication d'un meuble.
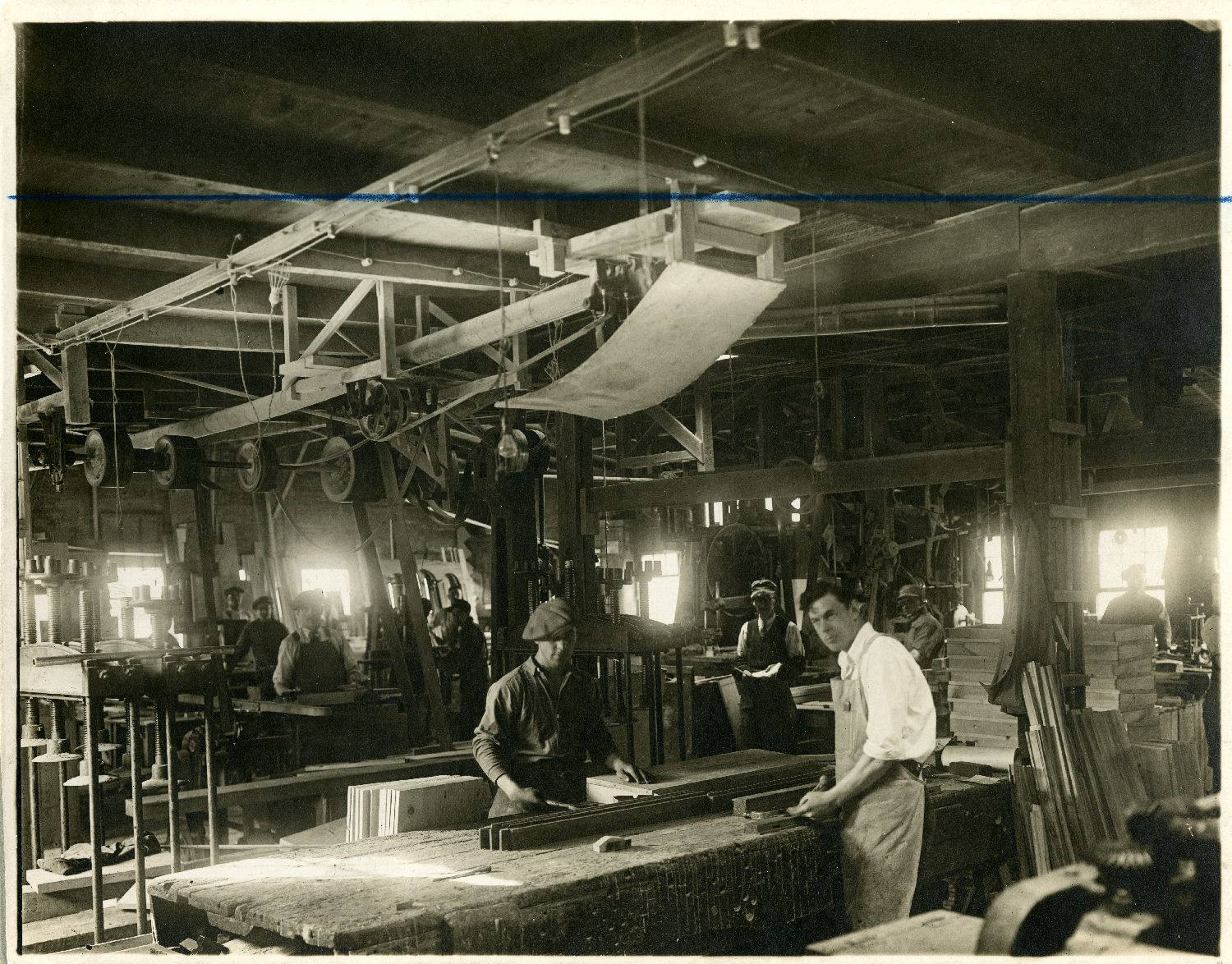
Atelier de menuiserie, Québec, 1924.

## Formation
Le métier de menuisier obéit à des règles précises, transmises longtemps par le compagnonnage et maintenant aussi par des filières professionnelles contrôlées par les pouvoirs publics et les regroupements du métier.

### France
En France, ce métier est enseigné dans de nombreuses écoles ou associations telles que l'Union Rempart, l'Agence nationale pour la formation professionnelle des adultes (AFPA), l'Institut universitaire des métiers et du patrimoine (IUMP), le compagnonnage, en centre de formation d'apprentis (CFA), en lycée professionnel.
Il existe plusieurs diplômes conduisant au métier de menuisier : les CAP en « menuiserie de bâtiment », « menuiserie de bâtiment et d'agencement », « menuiserie d'agencement », le brevet professionnel en « menuiserie de bâtiment et d'agencement », le baccalauréat professionnel, les brevets de maîtrise (BM) en « menuiserie de bâtiment et d'agencement », « menuiserie », les BTS en « systèmes constructifs bois et habitat », « technico-commercial : option bois et dérivés, productique bois et ameublement ».

### Suisse
En Suisse, la formation de menuisier s'acquiert par une formation professionnelle initiale de 4 ans.